# 东北风毛菊
东北风毛菊（学名：Saussurea manshurica）是菊科风毛菊属的植物。分布在朝鲜、俄罗斯以及中国大陆的东北等地，生长于海拔950米至1,450米的地区，一般生长在杂木林、针阔混交林或岩石上，目前尚未由人工引种栽培。